# Komunistická strana Slovenska – 91
Komunistická strana Slovenska – 91 (zkratka KSS '91) byla marxistická komunistická politická strana, která působila na Slovensku krátké období v letech 1991-1992.
Vznik KSS '91 byl reakcí skupiny ortodoxních komunistů na transformaci původní Komunistické strany Slovenska na nemarxistickou levicovou stranu, která probíhala po sametové revoluci. Tato transformace se začala v říjnu 1990, když byla na sjezdu KSS schválena změnu názvu strany na Komunistická strana Slovenska – Strana demokratické levice a dovršena 26. ledna 1991, když ústřední výbor schválil vypuštění první části názvu a KSS tím byla definitivně přejmenována na Stranu demokratické levice.
Část komunistů, která s tímto vývojem ve straně nesouhlasila, založila stranu KSS '91, která byla 6. března 1991 zaregistrována na ministerstvu vnitra. V přípravném výboru byli soudruzi Nociar, Priadka, Mařík, Hering, Nemček, Trebuľa, Lehoczky a Feješ. Ustavující sjezd strany se uskutečnil 29.-30. června 1991 ve Zvolenu, na kterém byl předsedou strany zvolen Július Feješ. 
Další část komunistů nespokojených s vývojem situace v KSS vytvořila přibližně ve stejnou dobu stranu Zväz komunistov Slovenska (ZKS).
28. srpna 1992 se ve Zvolenu konal II. sjezd KSS '91. O den později, 29. srpna 1992, se v Banské Bystrici uskutečnil sjednocující sjezd, na kterém se KSS '91 a ZKS sloučily a vytvořily stranu s původním názvem Komunistická strana Slovenska. Předsedou KSS byl zvolen Vladimír Ďaďo. 